# Gilbert Chevillot
Pour les articles homonymes, voir Chevillot.
Gilbert Chevillot (Romainville, 12 juillet 1908 - Mort pour la France à Alger le 2 septembre 1944), est un militaire français, Compagnon de la Libération. Officier basé en Afrique au début de la Seconde Guerre mondiale, il décide de se rallier à la France libre et combat au Moyen-Orient et en Afrique du Nord avant de mourir prématurément d'une maladie contractée en service.

## Biographie

### Jeunesse et engagement
Gilbert Chevillot naît le 12 juillet 1908 à Romainville, alors dans le département de la Seine. Après avoir passé une partie de son enfance à Belfort, il revient en région parisienne pour travailler. Il commence son service militaire en novembre 1928 et prépare les cours d'élève officier de réserve à Lunéville et à Saint-Avold. Reçu au bataillon de formation des officiers de réserve de Saint-Cyr en avril 1929, il est libéré en mai 1930 avec le grade de sous-lieutenant de réserve. Peu satisfait de la vie civile, il s'engage comme sergent en avril 1934. En septembre 1936, il est admis à l'école d'officiers de Saint-Maixent-l'École et intègre la promotion "Faire face" dont il sort major. Désormais sous-lieutenant d'active, Gilbert Chevillot est affecté au 3e régiment d'infanterie coloniale puis est muté en avril 1938 au 4e régiment de tirailleurs sénégalais. Il part alors pour l'Afrique-Occidentale française.

### Seconde Guerre mondiale
Au moment du déclenchement de la Seconde Guerre mondiale, Il est basé à Ouagadougou en Haute-Volta. Désireux d'aller combattre en métropole, il n'obtient pas satisfaction de ses demandes de transfert. En juillet 1940, ayant entendu l'appel du général de Gaulle, il décide de rejoindre la France libre et s'efforce de rallier à lui les hommes de son bataillon. Convoqué par son chef en présence des autres officiers pour être arrêté, il brandit une arme et parvient à s'échapper. Emmenant avec lui une grande partie des hommes de son unité, eux aussi désireux de poursuivre la lutte contre le troisième Reich, il conduit une colonne de véhicules et d'armement jusqu'à la colonie britannique de Gold Coast où lui et ses hommes s'engagent dans les forces françaises libres.
Affecté au bataillon de marche no 2 (BM2) et promu capitaine, Gilbert Chevillot participe à la campagne de Syrie en 1941 puis aux combats d'Afrique du nord lors de la guerre du désert. Engagé dans la bataille de Bir-Hakeim en mai et juin 1942, il s'y illustre en tenant un point d'appui face aux assauts ennemis. Dans la nuit du 10 au 11 juin, lors de l'évacuation des troupes françaises de la position de Bir-Hakeim, il parvient à ramener saine et sauve la quasi-totalité de sa compagnie. Il est ensuite muté à l'état-major de la 1re brigade française libre dont fait partie le BM2 et participe à la seconde bataille d'El Alamein en octobre 1942.
Victime d'une grave maladie contractée en service, il est hospitalisé à l'hôpital Maillot à Alger où il meurt le 2 septembre 1944. Il est inhumé au cimetière Saint-Eugène d'Alger.

## Décorations
|  |  |  |

| Chevalier de la Légion d'honneur | Chevalier de la Légion d'honneur | Compagnon de la Libération | Compagnon de la Libération | Croix de guerre 1939-1945 Avec une palme | Croix de guerre 1939-1945 Avec une palme |